# 1279 Uganda
1279 Uganda è un asteroide della fascia principale. Scoperto nel 1933, presenta un'orbita caratterizzata da un semiasse maggiore pari a 2,3700261 UA e da un'eccentricità di 0,2102562, inclinata di 5,73100° rispetto all'eclittica.
Il suo nome è dedicato all'omonimo Paese dell'Africa orientale.